# L'Anne de Teules Verdes (anime)
L'Anne de Teules Verdes (赤毛のアン, Akage no An, literalment "Anna, la pèl-roja") és una sèrie d'animació, part del World Masterpiece Theater de Nippon Animation. Adapta la novel·la Anna de les Teules Verdes de l'escriptora canadenca Lucy Maud Montgomery. Produïda per Nippon Animation en 1979, fou primerament emesa a Fuji TV del 7 de gener de 1979 al 30 de desembre de 1979. Cinquanta episodis en foren produïts. Ha estat doblada al català.
La sèrie narra les aventures de l'Anne Shirley, una nena òrfena canadenca que, a mitjans del segle xix és adoptada per error per dos germans, la Marilla i en Matthew Cuthbert. Malgrat la intenció inicial de retornar-la a l'orfenat, ja que volien adoptar un noi perquè els ajudés a les feines de la granja, canvien d'opinió quan l'Anne els explica la seva vida. La sèrie té lloc a Avonlea, un poble fictici de l'Illa del Príncep Eduard, a l'est del Canadà i adapta el primer llibre dels vuit que L.M. Montgomery va escriure sobre aquest personatge, des del moment que arriba a Teules Verdes, la granja dels germans Cuthbert, fins que acaba l'institut.